# Schloss Schönhausen

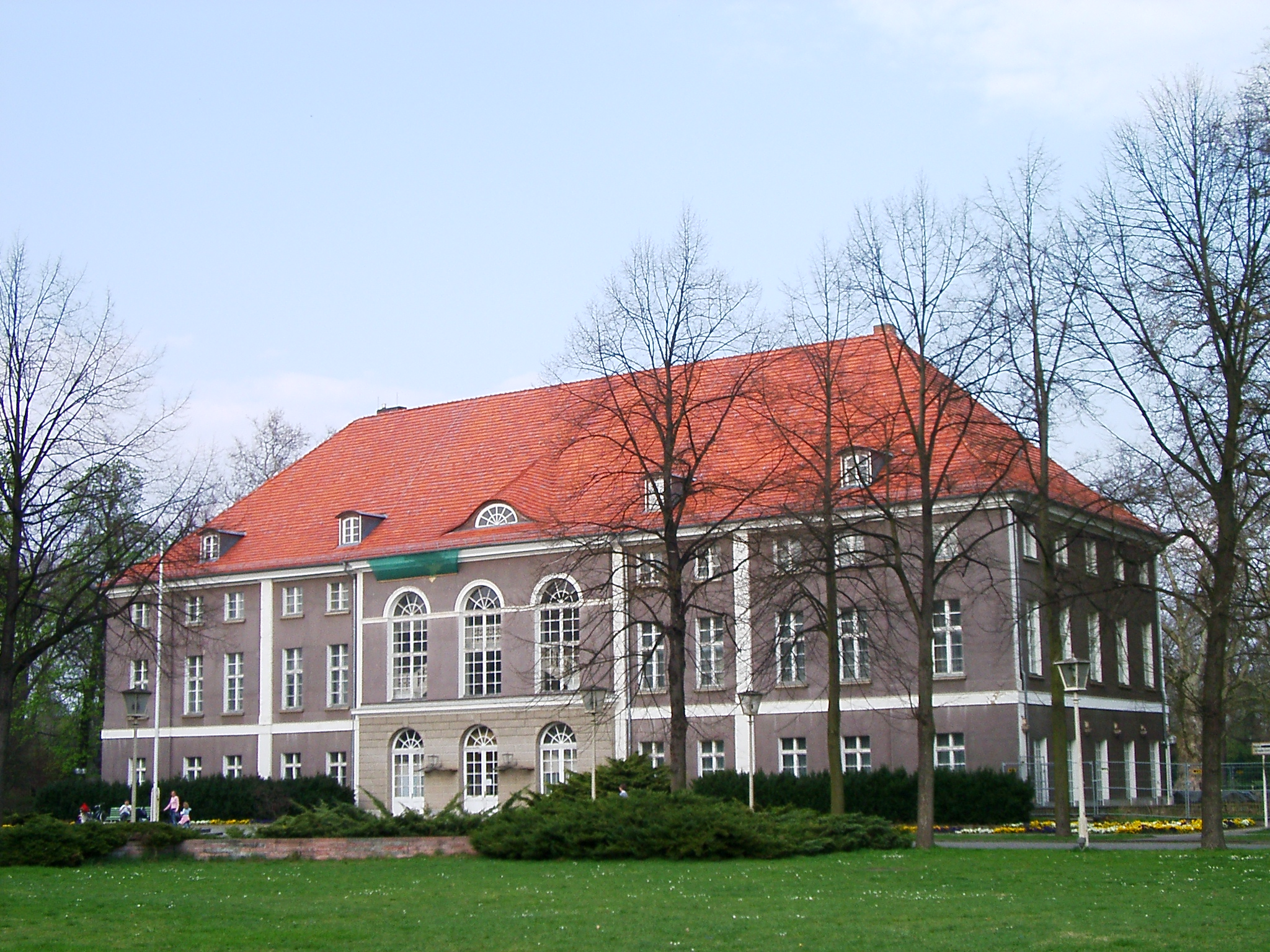
Slottet Schönhausen före restaureringen

Schloss Schönhausen är ett barockslott i stadsdelen Niederschönhausen i Pankows stadsdelsområde i norra Berlin. 
I Östtyskland var slottet ämbetssäte för Östtysklands president och Östtysklands statsråd från 1949 till 1964. Det fungerade efter det som gästbostad för besökande stats- och regeringschefer.

## Historia
Slottet byggdes 1691–1693 av dåvarande kurfursten Fredrik III av Brandenburg, senare Fredrik I av Preussen , som köpt egendomen några år tidigare. Det utökades 1704 och fick då också en större parkanläggning. Under kungens efterträdare användes slottet sparsamt och blev istället bostad så småningom till ministern Friedrich Wilhelm von Grumbkow. 
Från 1740 användes slottet som sommarresidens av kung Fredrik II av Preussens gemål Elisabet Kristina av Braunschweig-Bevern. Paret levde separerade i ett mycket frostigt äktenskap, men drottningen skötte många av de kungliga representativa plikterna då Fredrik II inte intresserade sig för det formella hovlivet och hellre vistades på slottet Sanssouci i Potsdam. Efter drottningens död som änkedrottning 1797 föll slottet återigen i glömska och användes mycket sparsamt av släkten Hohenzollern.
Slottet beslagtogs 1919 av tyska staten och användes som ett slags konstmuseum (för tillfälliga utställningar). Nazisternas konstministerium residerade under flera år i slottet, vilket kanske förklarar varför det också tjänade som värdedepå för beslagtagen Entartete Kunst åren 1937–1945.
Mellan 1949 och 1960 var slottet officiellt residens för Östtysklands president, Wilhelm Pieck. Ämbetet avskaffades vid hans död 1960 och under åren 1960–1964 var slottet istället säte för Östtysklands statsråd, innan detta flyttade till en för ändamålet nyuppförd byggnad i centrala Berlin.
Bland dem som bott på slottet som gäster hos den östtyska statsledningen märks Yassir Arafat, Muammar al-Gaddafi, Kim Il Sung och Fidel Castro.

## Slottet idag
Delar av originalinredningen från 1700-talet finns bevarad. Sedan 2009, då en större renovering avslutades, är slottet museum och drivs av stiftelsen för bevarandet av de preussiska kungliga palatsen och parkerna. Slottsparken är tillgänglig för allmänheten. 